# Напад отровним гасом на Халабџу
Напад отровним гасом на Халабџу, познат и као Крвави петак је био инцидент који се десио 16. марта 1988. године током посљедњих дана Иранско-ирачког рата, када је употријебљено хемијско оружје од стране ирачких владиних снага у курдском граду Халабџи, у Ирачком Курдистану.
У нападу је брзо убијено хиљаде људи (око 5 000 мртвих) и повријеђено око 11 000, углавном цивила. Инцидент, који је званично дефинисан као геноцид над курдским народом у Ираку, је највећи напад хемијским оружјем уперен против цивилно-насељеног мјеста у историји.
Геноцид у Халабџи је признат као одвојен догађај од Анфалског геноцида, спроведеног против Курда од стране режима Садама Хусеина. Високи ирачки кривични суд признао је овај масакр као геноцид 1. марта 2010, а доношење одлуке је поздрављено од стране Курдске регионалне владе. Канадски парламент је осудио овај злочин као злочин против човјечности.

## Позадина
Овај догађај је историјски одвојен од операције Анфал (1986-1989, кампања коју је спровео режим Садама Хусеина у циљу терорисања курдског сеоског становништва и побуне Пешмерга на бруталан начин) и иранских војника који су били у савезу са побуњенцима који су такође били укључени у догађаје око Халабџе. Ипак, жртве ове трагедије се често приписују броју мртвих у операцији Анфал, коју карактерише широка и неселективна употреба хемијског оружја од стране Ирака.

## Хемијски напади
Петочасовни напади су почели у раним вечерњим сатима 16. марта 1988. када су ирачки авиони МиГ и Мираж почели бомбардовати хемијским бомбама стамбене области Халабџе, далеко од опкољене ирачке војне базе на периферији града. Према регионалним командантима курдских побуњеничких снага, ирачки авиони су спровели 14 бомбардовања, у свакој серији од 7 до 8 авиона, а хеликоптери који су координисали операцијом су такође виђени. На град су бацани коктели отровних гасова који се састојао од бојног отрова иперита и нервних агенаса сарина, табуна, и "VX".
Преживјели кажу да је гас имао мирис слатке јабуке, а да су људи умирали на више начина, што указује на комбинације отровних хемикалија (неки од жртава су „само падали мрти“, други су „умрли од смијеха“, док су остали умирали неколико минута, прво од „опекотина и пликова“ или кашљањем до повраћања зеленог садржаја. Неки извори указују на постојање водоник цијанида у крви жртава (већина рањеника је одведена у болницу у Техерану гдје су патили због излагања отровном гасу ипериту).

## Истрага
Прве слике послије напада су преузете од три иранска новинара, који су касније дали те слике свим новинама у Ирану. Филм о злочину је такође приказан широм свијета преко информативних програма. Неке од првих слика су преузете од иранског фотографа Кавеа Голгестана. Позивајући се на сцене из Халабџе, он је описао сцену Гају Данмору из Фајненшел Тајмса. Каве је био око 8 километара изван Халабџе у војном хеликоптеру када су ирачки МиГ-ови 23 надлетјели. " То није било велико као нуклеарна печурка, али јесте као неколико мањих: то је био густ дим“, рекао је. Био је шокиран сценама које је видио доласком у град, иако је видио гасне нападе прије почетка бриталног Иранско-ирачког рата. 
Влада Садама Хусеина је за напад званично октивила Иран. Међународни одговор у то вријеме је био пригушен, а САД су предложиле Иран као одговорног за напад. Сједињене Државе, које су тада биле савезник Ирака у рату са Ираном, рекле су са слике не могу бити верификоване да је одговорност на Ираку.

## Посљедице

### Разарање и дјелимична обнова града
Након што је град ослобођен од руку иранских и курдских снага, ирачке трупе у НБХ (енгл. NBC: Нуклеарно, биолошко, хемијско) одијелима су ушле у Халабџу да проуче ефикасност свог напада и оружја. Град, који је обиловао несахрањеним мртвима, био је систематски уништен од стране ирачких билдожера и експлозивом. Године 2003. ту је живјело 50 000 људи, према 80 хиљада из 1988. године. Од 2008. године вјерује се да у Халабџи постоји још неоткривена масовна гробница.

### Потенцијалне медицинске и генетске посљедице
У анкетама локалних љекара, већи проценат медицинских поремећаја, побачаја (14 пута више), рака дебелог цријева (10 пута више), пронађено је у Халабџи и упоређено са курдским мјестом у Ираку, Чамчамалом. Осим тога, „други облици рака, респираторна обољења, кожни и очни проблеми, поремећаји плодности и репродукције знатно су већи у Халабџи и осталим подручјима нападнутим хемијским оружјем“, кажу Фуад Бабан и остали доктори. За оне који су преживјели напад, или били лакше рањени тада, а касније имали медицинске проблеме, љекари вјерују да се то развило из хемикалија, и постоји бојазан да ће напад имати трајан утицај на гене курдске популације, јер прелиминарне анкете показују повећање стопе поремећаја при рођењу.

### Суђења
Дана 23. децембра 2005. холандски суд је осудио Франса ван Анрата, бизнисмена који је купио хемикалије на свјетском тржишту и продао их режиму Садама Хусеина, на 15 година затвора. Холандски суд пресудио је да је Садам починио геноцид над становницима Халабџе, и то је први пут да је тај напад описан као геноцид. Дванаестог марта 2008. влада у Ираку објавила је да преузима даље акције против добављача хемикалија које су се користиле у нападу.
И Садам Хусеин и његов рођак Али Хасан ал-Маџид (који је командовао ирачким снагама у сјеверном Ираку у то вријеме, и због тога добио надимак „Хемијски Али") осуђени су од стране ирачког специјалног суда за злочине против човјечности, у вези са догађајима у Халабџи. Међутим, требало му се судити за 500 оптужница за злочине почињене за времена његовог режима, али је осуђен на смрт на основу само једне оптужнице, за случај масовног убиства шиитских муслимана из села Дуџаил 1982. године. Међу неколико докумената које је Хусеин открио током суђења био је и меморандум из 1987. године из ирачке војне обавјештајне службе којим тражи дозволу од канцеларије предсједника да користи гас иперит и нервни агенс сарин против Курда. Други документ био је да је Садам наредио војним обавјештајцима да проучавају могућност „изненадног напада“ помоћу таквог оружја против иранских и курдских снага. Интерни меморандум написан од стране војне обавјештаје службе потврђује да је добио одобрење из кабинета предсједника за напад помоћу „специјалне муниције“ и нагласио да ниједан напад неће бити покренут без претходног обавјештавања предсједника.
Али Хасан ал-Маџид ("Хемијски Али") је осуђен на смрт вјешањем од стране ирачког суда у јануару 2010, након што је проглашен кривим за масакр у Халабџи. Маџид је први пут осуђен на вјешање 2007. за своју улогу у војној камшањи против Курда 1988, под кодним називом Операција Анфал, у 2008. он је два пута добио смртну казну за злочине против ирачких шиитских муслимана, посебно због његове улоге у сузбијању побуне на југу Ирака 1991. и његовог учешћа у убиствима 1999. у Садр Ситију (тада Садам Сити) округу Багдада. Погубљен је 25. јануара 2010.